# Centemopsis longipedunculata
Centemopsis longipedunculata là loài thực vật có hoa thuộc họ Dền. Loài này được (Peter) C.C.Towns. mô tả khoa học đầu tiên năm 1977.